# Lucretia Wilhelmina van Merken
Lucretia Wilhelmina van Merken, née à Amsterdam le 21 août 1721 et morte à Leyde le 19 octobre 1789 , est une poétesse et dramaturge néerlandaise.

## Biographie

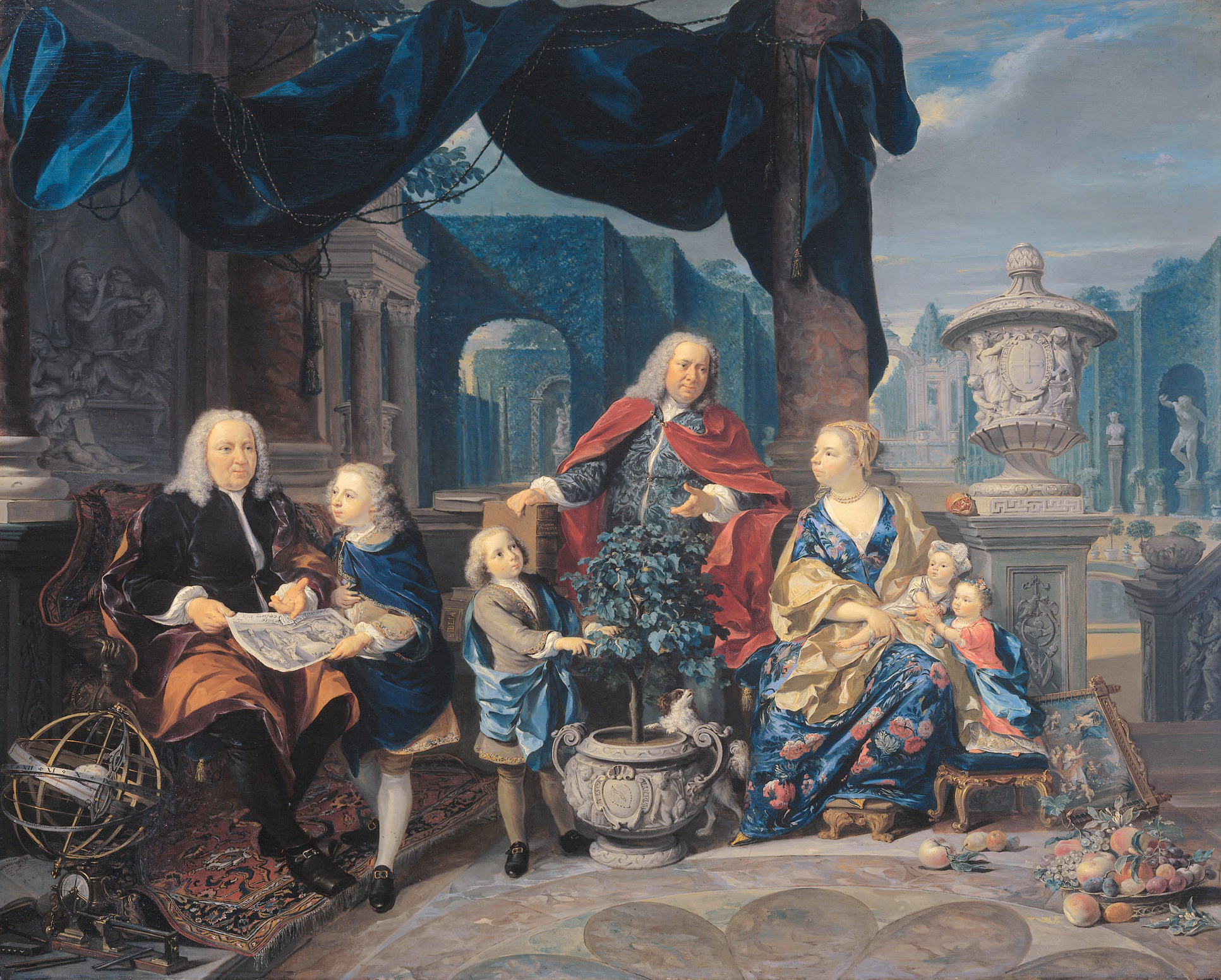
David van Mollem à Zijdebalen, à gauche du tableau peint par Nicolaas Verkolje en 1740. Van Mollem appartient au cercle d'amis des parents de Van Merken.

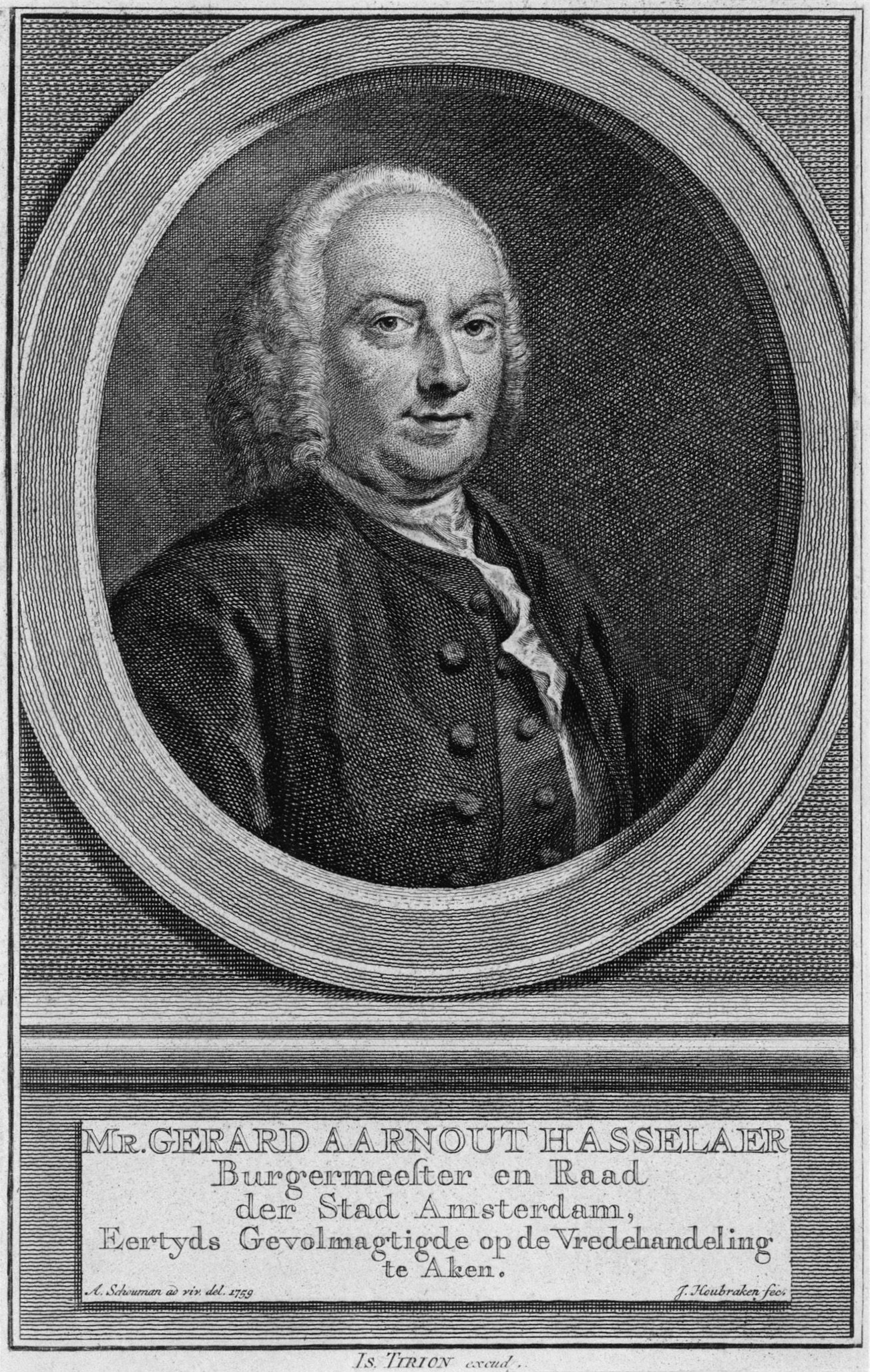
Portrait de Gerard Aarnout Hasselaar, gravé par Jacobus Houbraken d'après un dessin d'Aart Schouman. Le bourgmestre d'Amsterdam figure parmi le cercle d'amis des parents de Van Merken.

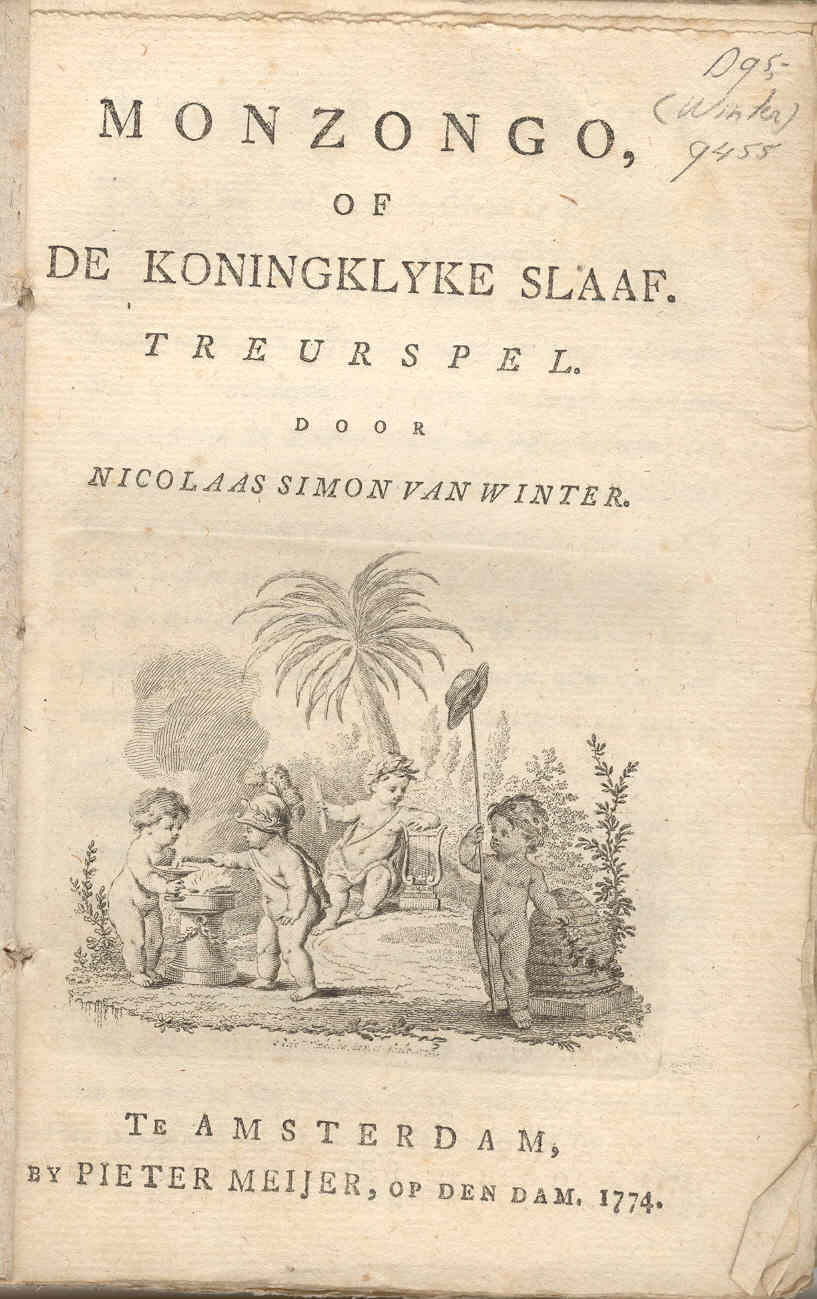
Page de titre de Monzongo, of de koningklyke slaaf (Monzongo, ou l'Esclave royal), une tragédie écrite par Nicolaas Simon van Winter, le mari de Van Merken, et publiée en 1774.

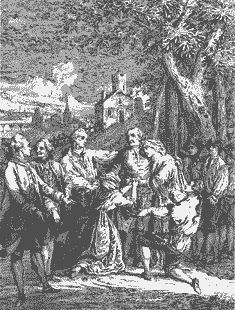
Illustration du frontispice des Camisards de Van Merken, tirée du recueil Tooneelpoëzy (Poésie dramatique) de Van Winter et Van Merken, publiée à Amsterdam chez Pieter Meijer en 1774-1786.

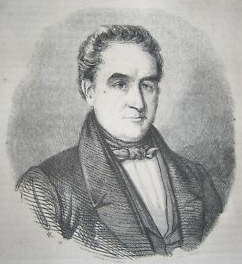
Portrait de Hendrik Tollens, par André Benoit Barreau Taurel. En 1852, le poète néerlandais Tollens édita un recueil de tragédies de Van Merken.

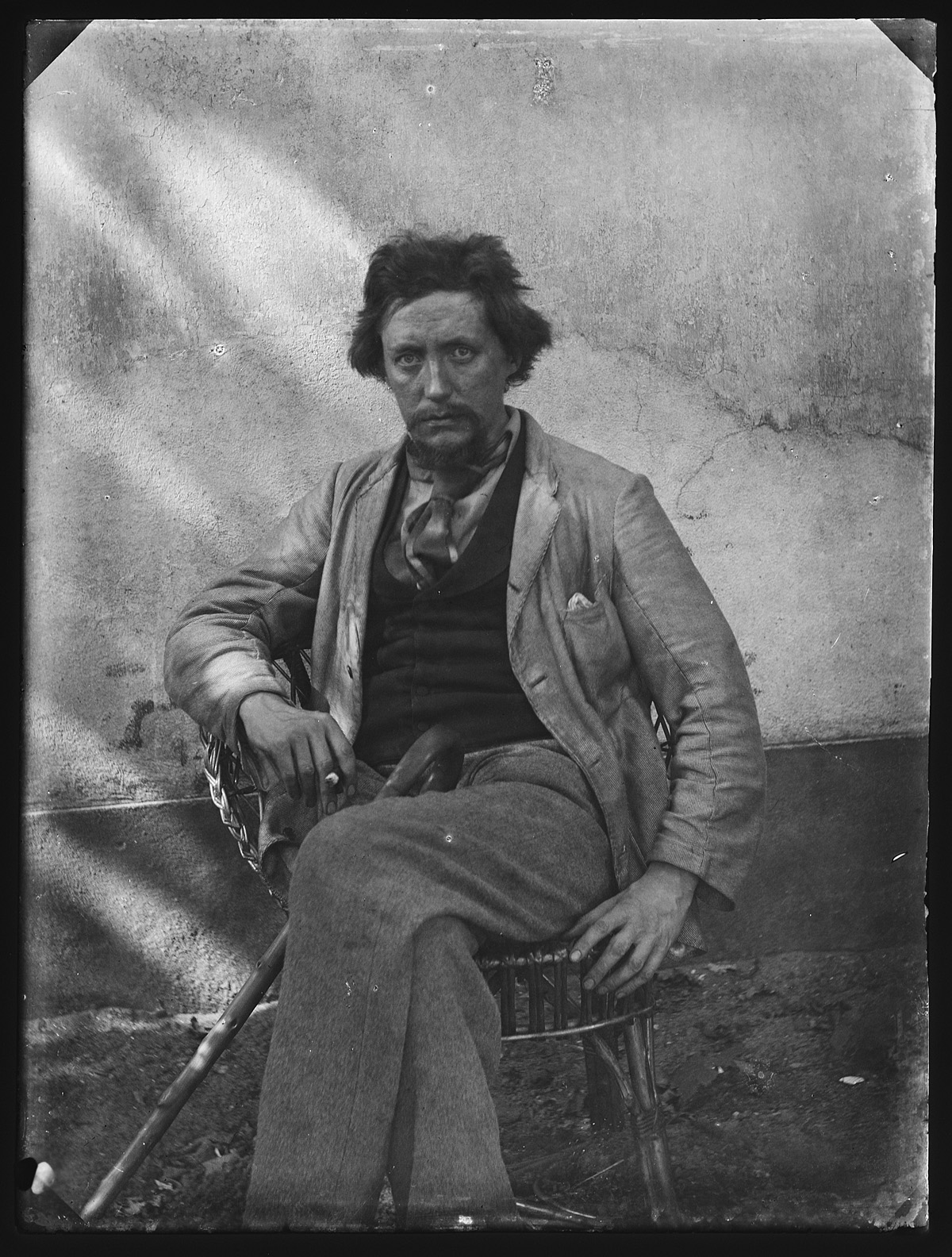
Willem Kloos, photographié vers 1890. En 1909, le poète néerlandais Kloos écrivit un plaidoyer pour une réévaluation de la poésie de Van Merken.

### Vie prémaritale
Elle est la fille de Jacob van Marken (1691-1754) et de Susanna Wilhelmina Brandt (1687-1759).
Lucretia Wilhelmina van Merken grandit à Amsterdam au Keizersgracht dans une famille de remontrants issus de la bourgeoisie aisée. Son père était commerçant de fourrures ; sa mère appartenait à une bonne famille : Elias. À un jeune âge, Lucretia se montra intéressée par la poésie, et sa mère l'encouragea à écrire, comme d'ailleurs son cousin plus âgé, le poète Frans de Haes. Sybrand Feitama et Vondel étaient des exemples stimulants pour elle. Pour le cercle étendu des amis de ses parents, Van Merken écrivit, dans sa jeunesse, de nombreux poèmes de circonstance, qui nous apprennent à connaître ce milieu. Parmi ces amis figuraient David van Mollem, propriétaire du domaine Zijdebalen, et Gerard Aarnout Hasselaar, bourgmestre d'Amsterdam.
Au cours des années 1750, Van Merken perdit toute sa famille proche : son père en 1754, sa mère en 1759 et Wilhelmina, sa sœur de deux ans sa cadette, restée célibataire, en 1760,. En 1761, alors que sa santé s'était fortement dégradée, elle se prépara sérieusement à la mort, comme elle l'écrivit plus tard, en 1781, dans une lettre à son beau-fils Pieter van Winter, dans laquelle elle revenait sur sa vie passée. Elle exprimait son chagrin et sa douleur, mais aussi le réconfort apporté par la foi, dans son poème didactique Het nut der tegenspoeden (Avantages des adversités, 1762). Cet ouvrage remporta un grand succès, qui dura plusieurs décennies,.
Lucretia van Merken écrivit sa première œuvre majeure à l'âge de vingt ans à peine : il s’agit de la tragédie Artemines, de 1745, jouée plusieurs fois et parue sous la devise La vertu pour guide,, chez l'éditeur Izaak Duim. Vers 1760, Van Merken rejoignit la société Laus Deo, Salus Populo (Gloire à Dieu et le salut du peuple), qui n'était pas une société poétique formelle, mais un groupe de poètes, partageant les mêmes convictions, qui se réunissaient chez Pieter Meijer, libraire-éditeur, dans le but d'élaborer un substitut à la vieille version des psaumes rimés de Dathenus. De ce groupe de huit membres, y compris son futur mari Nicolaas van Winter, ce fut Van Merken qui écrivit le plus grand nombre de psaumes : 39 en tout. Ce ne fut qu'en 1773 qu'une versification officielle vit le jour, choisie parmi les recueils de Hendrik Ghyzen, d'Eusebius Voet et de Laus Deo, Salus Populo,,. De Laus Deo, 58 psaumes furent incorporés au nouveau psautier, ; parmi ceux-ci, dix-sept de la plume de Van Merken, entre autres le fameux Hijgend hert, der jagt ontkomen (psaume 42 ; Comme un cerf altéré brame),.

### Vie post-maritale
Le 26 septembre 1768, à l'âge de 47 ans, Van Merken épousa, à Amsterdam, le poète et courtier en colorants Nicolaas Simon van Winter (1718-1795). Le couple n'eut pas d'enfants,. Van Winter était le veuf de Johanna Mühl (1718-1768), une amie de Van Merken. Van Winter avait demandé sa fiancée en mariage avec panache, c'est-à-dire par un poème auquel Van Merken avait répondu à son tour par un autre poème. Peu de temps après le mariage, Van Winter céda son négoce amstellodamois de colorants à son seul fils, Peter. Le couple Van Winter-Van Merken déménagea au Rapenburg 41 à Leyde. Ils entretenaient une abondante correspondance avec les membres de la famille et les amis d'Amsterdam, avec leurs éditeurs Pieter Meijer, Gerrit Warnars et Pieter Uylenbroek, et avec leur beau-fils, Pieter, en particulier. L'été, ils retrouvaient leur maison de campagne au Bijdorp, près de Zoeterwoude. Ils y recevaient leurs nombreux amis poètes, dont Peter Meijer et son épouse Mary van Havik.
Après leur mariage, Van Merken et Van Winter publièrent ensemble leurs pièces de théâtre dans un ouvrage intitulé Tooneelpoëzij (Poésie dramatique, en deux volumes parus en 1774 et en 1786). Si les tragédies classiques françaises de Van Merken apparaissaient très souvent dans le répertoire des opéras d'Amsterdam, de Rotterdam, de La Haye et de Leyde, la poétesse ne pouvait cependant pas interférer avec les représentations, et elle n'assistait jamais à une répétition. Le 14 septembre 1774, le nouveau théâtre d'Amsterdam fut officiellement inauguré par la première de sa tragédie Jacob Simonszoon de Rijk. Jusque tard dans le XIXe siècle, la pièce fut jouée lors d'événements exceptionnels, tels que le spectacle de gala du 30 novembre 1840 au théâtre de la capitale, en présence de Leurs Majestés, comme indiqué sur l'affiche.
En 1774, Van Merken et son mari reçurent le titre de citoyens d'honneur de Leyde ; la tragédie Het beleg der stad Leyden (Le Siège de la ville de Leyde, 1774) de Van Merken avait certainement joué un rôle dans cette double nomination,. À Leyde, Van Merken se tenait à l'écart du monde littéraire. Elle ne s'affilia à aucun cénacle poétique, exception faite de la société ad hoc Laus Deo. À plusieurs reprises, mais en vain, la jeune Betje Wolff essaya d'arranger une rencontre avec l'autrice tant admirée. Vers 1777, le jugement qu'elle portait sur elle changea brusquement, se transformant en un rejet catégorique de celle qu'elle considérait désormais — une de ses lettres en témoigne — comme l'idole d'une « coterie de lèche-bottes » (« d'afgodin van 't Likkers Veem »), c'est-à-dire le cercle autour de la maison d'édition et de la librairie de Meijer.
Vers la fin des années 1770, la relation de camaraderie que Van Merken entretenait avec l'éditeur Meijer, pour qui elle avait été, pendant de nombreuses années, l'un des auteurs les mieux vendus, se détériora. Des désaccords en matière d'affaires conduisirent Meijer, juste avant sa mort en 1781, à une rupture. Ce litige fut poursuivi par son successeur, mais le couple Van Merken et Van Winter, après avoir envisagé d'intenter une action en justice, y renonça en raison de leur vieille amitié pour Meijer. Pour Van Merken, ce furent les années les plus difficiles, sa santé continuant en outre à se dégrader.
Dans les tragédies de Van Merken, qui ont fréquemment pour sujet des événements historiques, le rôle principal est incarné par un vaillant héros ou, plus souvent encore, par une héroïne constante, mais sensible et pieuse. C'est surtout dans les lettres d'héroïnes qu'elle étale cette préférence : Charlotte de Bourbon, Marie de Médicis, Louise de Coligny, Jeanne Grey et Élisabeth Ire d'Angleterre. Les ouvrages publiés de Van Merken puisent à peine leur inspiration dans l'actualité. Seul Aan de Britten (Aux Britanniques) révèle l'aversion que lui inspirent les Anglais. On décèle cependant dans les nombreuses lettres conservées du couple, une inclination modérément patriotique. Particulièrement remarquable est un poème en langue française écrit en hommage à George Washington, qu’elle envoya personnellement à celui-ci en 1784,. Si la préférence de Van Merken allait aux sujets sérieux et aux genres graves, ses tragédies par exemple, elle ne dédaignait pas les épopées ; elle en écrivit deux : David (en douze livres, 1767), et Germanicus (en seize livres, 1779),,. Comme dans le Nut der tegenspoeden (Avantages des adversités), De ware geluksbedeeling, sa dernière œuvre, publiée en 1792 en même temps que quelques lettres en rimes et des poèmes de circonstance,, est une réflexion sur la vie, sur la douleur incontournable à la vie et sur le réconfort que peut offrir une grande confiance en Dieu.

## Notoriété
Cinq jours après sa mort, survenue à Leyde, Lucretia Wilhelmina van Merken fut enterrée dans la Vieille Église de sa ville natale. Quelques années plus tard, son mari fut inhumé au même endroit. Le monument en l'honneur de Van Merken, projeté par la société Kunst wordt door arbeid verkreegen (L'art s'acquiert par le travail) de Leyde, ne dépassa jamais le stade de l'avant-projet.
En 1828, une société de Leyde, Genootschap voor Uiterlijke Welsprekendheid (Société pour l'éloquence expressive), fit apposer une plaque dans la Vieille Église en mémoire du couple de poètes ; cette plaque commémorative se trouve toujours du côté droit du grand orgue. Dix ans plus tard, Nut der tegenspoeden (Avantages des adversités) de Van Merken est mentionné dans la célèbre Camera Obscura de 1839, de Nicolaas Beets, dans un passage où est décrite une soirée de récitation dans la famille Stastok. Cet épisode témoigne du fait que le Nut était encore lu à cette époque, même si l'on pouvait s'en moquer. Dès le milieu du XIXe siècle, les œuvres de Van Merken tombèrent dans l'oubli, malgré la parution d'une anthologie de ses poèmes, en 1851, et d'un recueil de ses tragédies, édité par Hendrik Tollens en 1852. En 1909, Willem Kloos écrivit un plaidoyer en faveur d'une réévaluation de la poésie de Van Merken, mais en vain.
La poétesse, généralement considérée comme « la Sappho de notre âge », fut pourtant l'objet des éloges de ses contemporains : les Lykdichten ter gedachtenisse van de grootste der Nederlandsche dichteressen, vrouwe Lucretia Wilhelmina van Merken (Les Élégies en mémoire de la plus grande des poétesses néerlandaises, madame Lucretia Wilhelmina van Merken, 1790) fournissent la preuve de cette admiration. Dans des réflexions poétiques et de nombreux magazines, des poètes débutants prenaient exemple sur elle.
Dans ses œuvres, Van Merken faisait preuve d'une très grande maîtrise du vocabulaire ainsi que de sens de l'imagerie. Les vers étaient composés à l'instar des alexandrins de Vondel. Ses travaux étaient soignés, érudits, faciles à comprendre, protestants et réconfortants ; ils glorifiaient des épisodes de l'histoire patriotique et accordaient en outre une attention particulière aux femmes fortes, inébranlables.
Pour les Néerlandais du XVIIIe siècle, Lucretia Wilhelmina van Merken était littéralement exemplaire : elle représentait l'idéal de la citoyenne cultivée et civilisée. Pourtant, de même que cet idéal, la renommée de Van Merken fut éclipsée par l'esprit ardent du romantisme. 

## Ressources

### Sources
- (nl) AA (van der), Abraham Jacob. Biographisch woordenboek der Nederlanden, 12e partie, 1er fascicule, Haarlem, J.J. van Brederode, 1869, p. 637-641.
- (nl + fr) HÖWELER, Hendrik Arnold. « Lucretia Wilhelmina van Merken en George Washington », Tijdschrift voor Nederlandse Taal- en Letterkunde, année 52, Leyde, E.J. Brill, 1933, p. 70-77.
- (nl) LOGCHEM (van), Elly. « Merken, Lucretia Wilhelmina van », Digitaal Vrouwenlexicon van Nederland, [En ligne], 6 octobre 2009. [www.historici.nl].
- (nl) SMIT, Wisse Alfred Pierre. Kalliope in de Nederlanden: het Renaissancistisch-klassicistische epos van 1550 tot 1850, 2 vol., Assen, Van Gorcum & Comp., 1975-1983, p. 599-620.
- (nl) WINKEL (te), Jan. De ontwikkelingsgang der Nederlandsche letterkunde V: geschiedenis der Nederlandsche letterkunde van de Republiek der Vereenigde Nederlanden (3), 2e éd., Haarlem, Héritiers F. Bohn, 1924, p. 391-408.